# محمد صارصار
محمد صارصار (انگلیسی: Mohamed Sarsar؛ زادهٔ ۲۵ ژوئن ۱۹۶۱) بازیکن والیبال اهل تونس بود.